# Desa Bojongkerta (administrativ by i Indonesien, lat -6,98, long 106,74)
Desa Bojongkerta är en administrativ by i Indonesien.   Den ligger i provinsen Jawa Barat, i den västra delen av landet, 90 km söder om huvudstaden Jakarta.